# Digitalis-Einheit
Die Digitalis-Einheit ist eine pharmazeutische Dosiseinheit, entsprechend der Giftwirkung von 0,1 g des internationalen Fingerhut-Standardpräparates.